# Jiří Bubla
Temple de la renommée du hockey tchèque :
Jiří Bubla (né le 27 janvier 1950 à Ústí nad Labem en Tchécoslovaquie aujourd'hui ville de République tchèque) est un joueur de hockey sur glace professionnel qui joua au poste de défenseur. Il est le père de Jiří Šlégr.

## Carrière
Il commence sa carrière dans championnat de Tchécoslovaquie de première division avec le CHZ Litvínov en 1967-1968. Il reste au sein de l'équipe pendant treize saisons. En 1976-1977, il est le défenseur qui inscrit le plus de points de la saison avec 37 réalisations. Cette même saison, il remporte le privilège de figurer dans l'équipe type de la saison,.
Il quitte Litvínov pour rejoindre un des clubs de la capitale, le Sparta ČKD Praha avec qui il passe deux saisons. En mai 1981, il est choisi lors d'un repêchage d'entrée spécial de la Ligue nationale de hockey pour les joueurs Tchécoslovaques par les Rockies du Colorado. Au lieu de rejoindre le Colorado, il signe un contrat en juin avec les Canucks de Vancouver. Il joue cinq saisons dans la LNH mais ne parvient pas à s'adapter au changement de jeu par rapport à son pays. Il met fin à sa carrière en 1986.
Il joua aussi régulièrement en équipe nationale tchécoslovaque, remportant les Championnats du monde de 1972, 1976 et 1977.
C'est le père du joueur Jiří Šlégr.

## Statistiques
Pour les significations des abréviations, voir Statistiques du hockey sur glace.
| Saison    | Équipe               | Ligue      |    | Saison régulière | Saison régulière | Saison régulière | Saison régulière | Saison régulière |   | Séries éliminatoires | Séries éliminatoires | Séries éliminatoires | Séries éliminatoires | Séries éliminatoires |
| Saison    | Équipe               | Ligue      | PJ | B                | A                | Pts              | Pun              | PJ               | B | A                    | Pts                  | Pun                  |                      |                      |
| 1967-1968 | CHZ Litvínov         | 1.liga     | 3  | 0                | 0                | 0                | 0                |                  |   |                      |                      |                      |                      |                      |
| 1968-1969 | CHZ Litvínov         | 1.liga     | 36 | 4                | 5                | 9                |                  |                  |   |                      |                      |                      |                      |                      |
| 1969-1970 | CHZ Litvínov         | 1.liga     |    |                  |                  |                  |                  |                  |   |                      |                      |                      |                      |                      |
| 1970-1971 | CHZ Litvínov Jr.     | 1.liga-Jr. | 36 | 3                | 9                | 12               |                  |                  |   |                      |                      |                      |                      |                      |
| 1971-1972 | CHZ Litvínov         | 1.liga     | 36 | 5                | 9                | 14               |                  |                  |   |                      |                      |                      |                      |                      |
| 1972-1973 | CHZ Litvínov         | 1.liga     | 36 | 3                | 9                | 12               |                  |                  |   |                      |                      |                      |                      |                      |
| 1973-1974 | CHZ Litvínov         | 1.liga     | 40 | 9                | 8                | 17               |                  |                  |   |                      |                      |                      |                      |                      |
| 1974-1975 | CHZ Litvínov         | 1.liga     | 30 | 5                | 20               | 25               |                  |                  |   |                      |                      |                      |                      |                      |
| 1975-1976 | CHZ Litvínov         | 1.liga     | 31 | 11               | 18               | 29               |                  |                  |   |                      |                      |                      |                      |                      |
| 1976-1977 | CHZ Litvínov         | 1.liga     | 40 | 9                | 28               | 37               |                  |                  |   |                      |                      |                      |                      |                      |
| 1977-1978 | CHZ Litvínov         | 1.liga     | 44 | 21               | 35               | 56               | 49               |                  |   |                      |                      |                      |                      |                      |
| 1978-1979 | CHZ Litvínov         | 1.liga     | 44 | 12               | 25               | 37               | 30               |                  |   |                      |                      |                      |                      |                      |
| 1979-1980 | CHZ Litvínov         | 1.liga     | 17 | 5                | 11               | 16               | 8                |                  |   |                      |                      |                      |                      |                      |
| 1979-1980 | Sparta ČKD Praha     | 1.liga     | 14 | 1                | 6                | 7                | 10               |                  |   |                      |                      |                      |                      |                      |
| 1980-1981 | Sparta ČKD Praha     | 1.liga     | 40 | 4                | 16               | 20               | 14               |                  |   |                      |                      |                      |                      |                      |
| 1981-1982 | Canucks de Vancouver | LNH        | 23 | 1                | 1                | 2                | 16               |                  |   |                      |                      |                      |                      |                      |
| 1982-1983 | Canucks de Vancouver | LNH        | 72 | 2                | 28               | 30               | 59               | 1                | 0 | 0                    | 0                    | 5                    |                      |                      |
| 1983-1984 | Canucks de Vancouver | LNH        | 62 | 6                | 33               | 39               | 43               | 2                | 0 | 0                    | 0                    | 0                    |                      |                      |
| 1984-1985 | Canucks de Vancouver | LNH        | 56 | 2                | 15               | 17               | 54               |                  |   |                      |                      |                      |                      |                      |
| 1985-1986 | Canucks de Vancouver | LNH        | 43 | 6                | 24               | 30               | 30               | 3                | 0 | 0                    | 0                    | 2                    |                      |                      |

## Carrière internationale
Il représente l'équipe de Tchécoslovaquie lors de plusieurs compétitions internationales.
| Année | Compétition |    | PJ | B | A  | Pts | Pun                                                                          |  | Résultat |
| 1971  | CM          | 9  | 1  | 0 | 1  | 2   | Médaille d'argent                                                            |  |          |
| 1972  | CM          | 10 | 0  | 1 | 1  | 8   | Médaille d'or                                                                |  |          |
| 1973  | CM          | 10 | 1  | 2 | 3  | 6   | Médaille de bronze                                                           |  |          |
| 1974  | CM          | 10 | 1  | 3 | 4  | 2   | Médaille d'argent                                                            |  |          |
| 1975  | CM          | 10 | 1  | 2 | 3  | 6   | Médaille d'argent                                                            |  |          |
| 1976  | CC          | 5  | 3  | 1 | 4  | 2   | Défaite en finale contre le Canada                                           |  |          |
| 1976  | JO          | 5  | 1  | 3 | 4  | 6   | Médaille d'argent                                                            |  |          |
| 1976  | CM          | 10 | 4  | 8 | 12 | 2   | Médaille d'or                                                                |  |          |
| 1977  | CM          | 10 | 0  | 4 | 4  | 6   | Médaille d'or                                                                |  |          |
| 1978  | CM          | 9  | 1  | 2 | 3  | 8   | Membre de l'équipe type du tournoi · Médaille d'argent                       |  |          |
| 1979  | CM          | 8  | 2  | 2 | 4  | 8   | Meilleur défenseur du tournoi et membre de l'équipe type · Médaille d'argent |  |          |
| 1980  | JO          | 6  | 0  | 3 | 3  | 2   | 5e place                                                                     |  |          |